# Getto w Opocznie
Getto w Opocznie – getto dla ludności żydowskiej utworzone w listopadzie 1940 roku przez niemieckie władze okupacyjne w czasie II wojny światowej w Opocznie, zlikwidowane na przełomie 1942 i 1943 roku. Większość jego mieszkańców zginęła w obozie zagłady w Treblince.

## Geneza
We wrześniu 1939 r. Opoczno zamieszkiwało 2825–2934 Żydów. Większość z nich mieszkała na tzw. Przedmieściu Żydowskim, na którym znajdowały się ulice Józefa Piłsudskiego (obecnie plac Strażacki), Błotna (obecnie część ulicy gen. Kazimierza Załęskiego „Bończy”), Rzeźnicza, Kazimierza Wielkiego, Berka Joselewicza (obecnie Stefana Janasa), Zjazdowa i Izraelicka (obecnie Szpitalna). Inni Żydzi mieszkali na placu Tadeusza Kościuszki i przy ulicy Jana Sobieskiego. Po zajęciu miasta Niemcy powołali Judenrat — Żydowską Radę Starszych — liczącą 20 członków. Przewodniczącym rady został A. Frydlewski. Jej siedzibą był budynek na rogu ulicy Janasa i 1 Maja.

## Funkcjonowanie getta
Getto w Opocznie powstało w listopadzie 1940 roku i obejmowało ulice Berka Joselewicza, Kazimierza Wielkiego, Błotną, Józefa Piłsudskiego, Szpitalną oraz w późniejszym czasie ulicę 1 Maja. Ogółem w obrębie getta znajdowało się 115 domów. Wszędzie panowała ciasnota, bowiem Niemcy umieścili tutaj nie tylko ludność z Opoczna, ale również z pobliskich miejscowości, takich jak Drzewica, Odrzywół, Ogonowice, Gawrony, Libiszów, Nowe Miasto nad Pilicą, Przysucha, a nawet sprowadzono tu wysiedleńców z Łodzi, Tomaszowa Mazowieckiego i Mogielnicy. W maju 1941 r. w getcie przebywało 3971 osób, a w kwietniu 1942 r. już 4231. Na jeden dom mieszkalny w getcie przypadało statystycznie ok. 40 osób. W konsekwencji około 1000 mieszkańców getta nie miało dachu nad głową i nocowało na ulicach, w szopach, stodołach i w synagodze. Kanalizacja dzielnicy była szczątkowa. W pobliżu funkcjonowały tylko 3 studnie. 

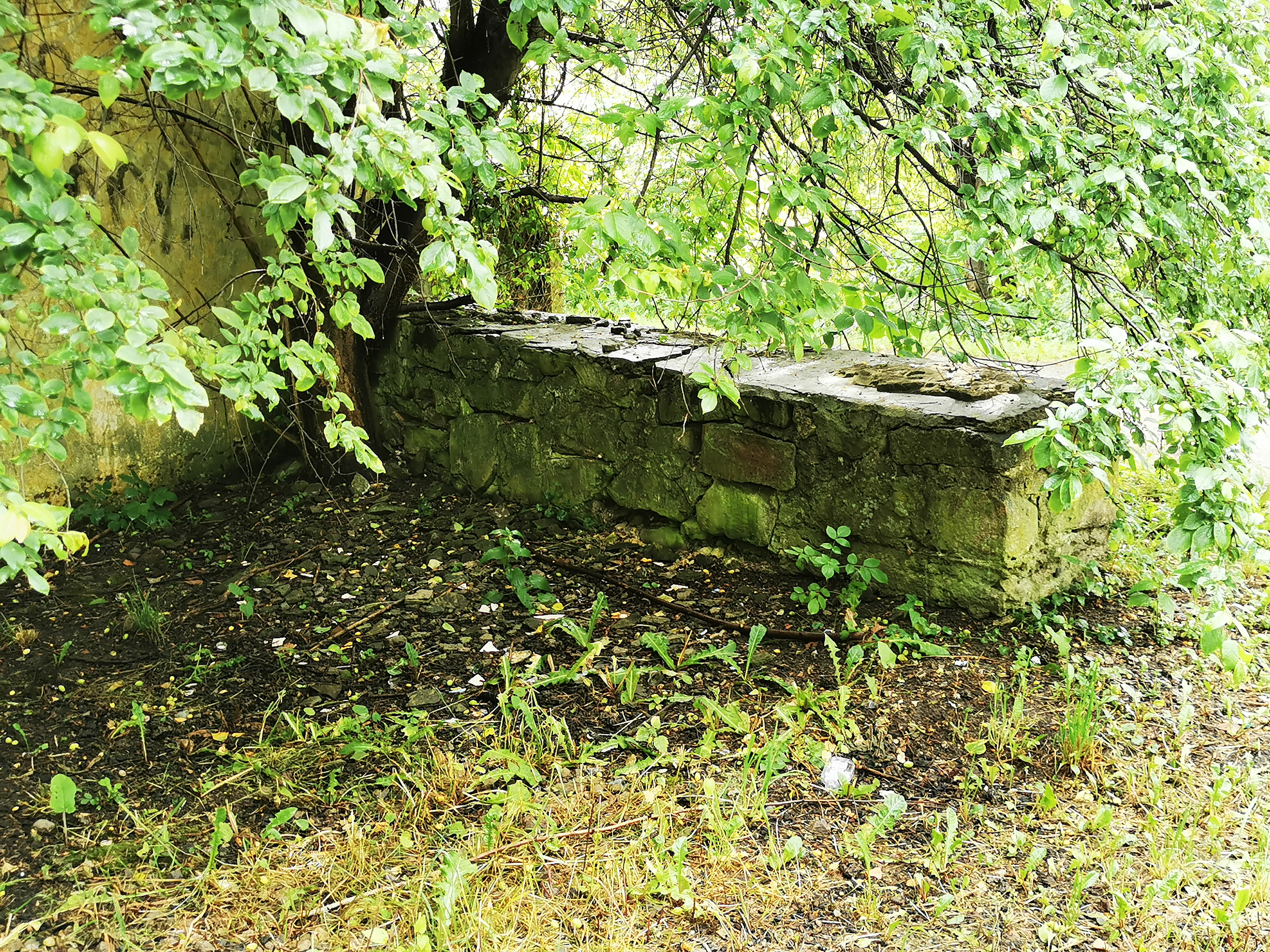
Ruiny ogrodzenia Nowego cmentarza żydowskiego

Niektórzy z mieszkańców byli zmuszani do pracy w pobliskim gospodarstwie rolnym, w kopalni torfu, przy budowie dróg lub przy wydobyciu kamienia wapiennego. Pozostali byli skazani na ciasnotę, choroby i głód. Epidemii tyfusu, która szerzyła się wśród Żydów, nie mógł powstrzymać mały szpital znajdujący się w budynku dawnej szkoły żydowskiej przy ulicy 1 Maja.
Opoczyńskie getto zostało częściowo ogrodzone. Wejścia do niego strzegły oddziały niemieckie. Za opuszczenie getta groziła kara śmierci. Taka sama kara groziła Polakom za wejście do dzielnicy żydowskiej. Getto było sceną masowych egzekucji dokonywanych na byłym cmentarzu żydowskim, nad rzeką Wąglanką oraz na ulicach. 27 kwietnia 1942 r. nad rzeką schwytano i rozstrzelano 30 (lub 40 według innego źródła) syjonistów i komunistów. Często rozstrzeliwano też całe rodziny. 
Wiosną 1942 r. Niemcy rozpoczęli przygotowania do finalizacji procesu zagłady Żydów. Z tego powodu w początkach października 1942 r. do opoczyńskiego getta przesiedlono 250 osób z Białaczowa, 250 z Paradyża i 400 ze Skrzynna. 
27 października 1942 zebrano ludność żydowską przy moście na Wąglance i na placu Kilińskiego. Dzielnica żydowska została dokładnie przeszukana. Osoby, które nie mogły (starsze, kalekie, chore) lub nie chciały się ewakuować, zostały zastrzelone na miejscu. Zgromadzonym odebrano wszystkie kosztowności i bagaże. Następnie wywieziono ich w wagonach towarowych do obozu śmierci w Treblince. Szacuje się, że wysiedleniem objęto ok. 3000 osób. Getto zostało ostatecznie zlikwidowane na przełomie 1942 i 1943 roku. Służby porządkowe w liczbie 100 osób działały jeszcze do stycznia 1943, po czym wszystkie te osoby zostały również wywiezione do Treblinki.

## Uciekinierzy z getta

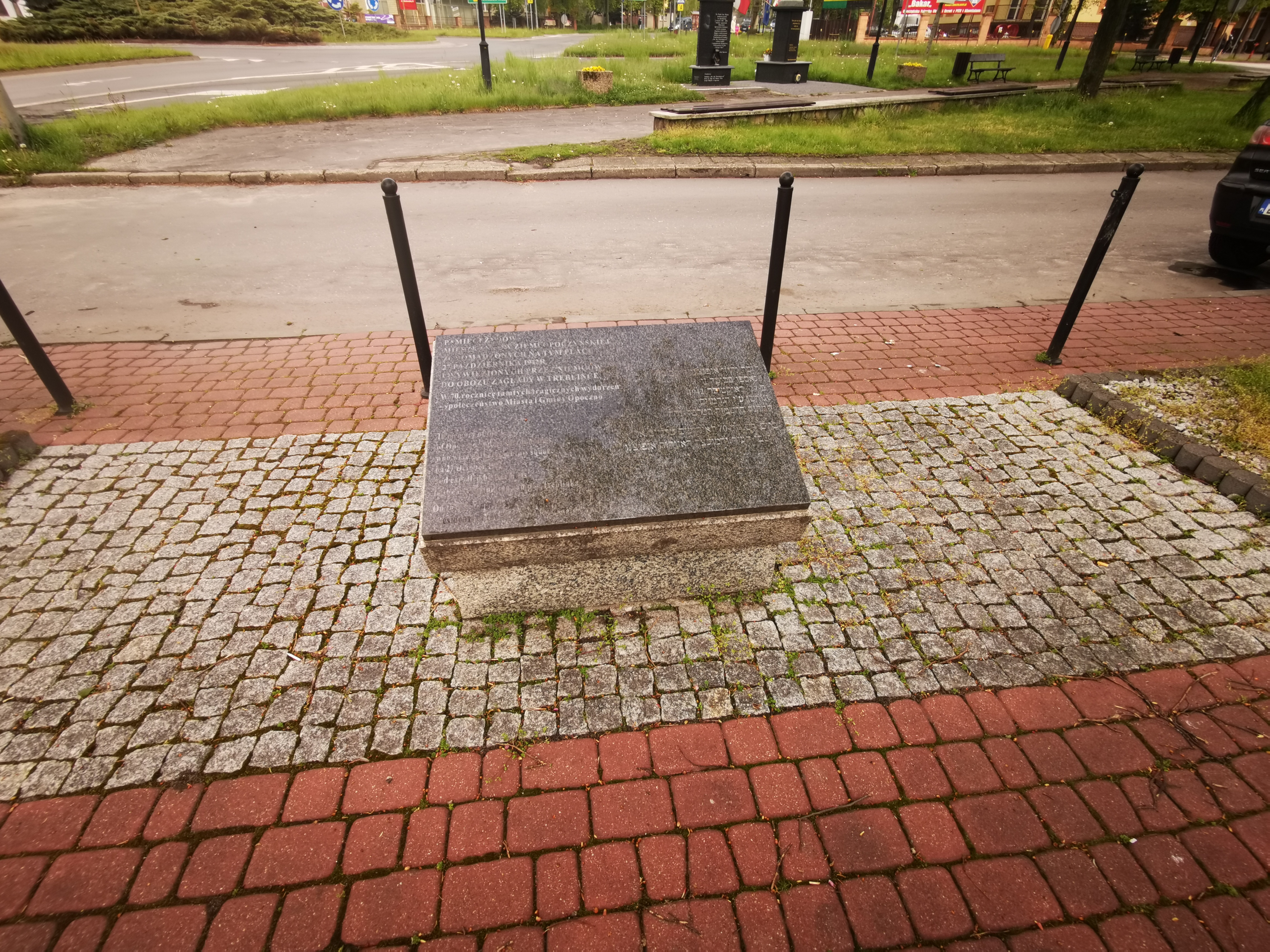
Pomnik ku czci mieszkańców opoczyńskiego getta zgromadzonych w tym miejscu 27 października 1942 r., tuż przed wywiezieniem do obozu zagłady w Treblince

Nielicznym Żydom udało uciec się z getta w Opocznie. Jeden z uciekinierów, Aharon Karmi Chmielnicki, przedostał się do Warszawy, gdzie walczył w powstaniu w getcie warszawskim. Niektórzy dołączyli do oddziału partyzanckiego Izraela Ajzenmana „Julka”. Inni szukali ratunku u mieszkańców powiatu opoczyńskiego. Jakub Frankiel, Sara Frankiel, Herszel Frankiel oraz Bela Rozenberg (Rosenberg) znaleźli schronienie u rodziny Wróblów w Woli Załężnej. Uciekinierzy dożyli końca wojny, a Stanisław Wróbel, jego rodzice i ciotka otrzymali tytuł „Sprawiedliwy wśród narodów świata”.

## Upamiętnienie
25 października 2012 roku w miejscu wywózki Żydów z getta opoczyńskiego do Treblinki odsłonięto pomnik upamiętniający to wydarzenie. Trzy tygodnie później, 16 listopada, pomnik został zniszczony przez wandali. Ponowne odsłonięcie pomnika nastąpiło w grudniu tego samego roku. Tym razem nieznani sprawcy ukradli metalowe łańcuchy okalające pomnik, pozostawiając samą tablicę nietkniętą.